# سو ليون
سو ليون (بالإنجليزية: Sue Lyon)‏ (مواليد 10 يوليو 1946 في آيوا، الولايات المتحدة)، هي ممثلة أمريكية بدأت مسيرتها الفنية عام 1959. كما أنها من الفائزات بجائزة غولدن غلوب عن دورها في فيلم لوليتا.

## الأعمال
- لوليتا 1962
- نهاية العالم 1977
- الحب
- ذا فيرجينيان

## وصلات خارجية
- سو ليون على موقع IMDb (الإنجليزية)
- سو ليون على موقع الموسوعة البريطانية (الإنجليزية)
- سو ليون على موقع روتن توميتوز (الإنجليزية)
- سو ليون على موقع ألو سيني (الفرنسية)
- سو ليون على موقع ميوزك برينز (الإنجليزية)
- سو ليون على موقع تيرنر كلاسيك موفيز (الإنجليزية)
- سو ليون على موقع أول موفي (الإنجليزية)
- سو ليون على موقع قاعدة بيانات الأفلام السويدية (السويدية)
- سو ليون على موقع إن إن دي بي (الإنجليزية)
- سو ليون على موقع ديسكوغز (الإنجليزية)